# Xã Caledonia, Quận Shiawassee, Michigan
Xã Caledonia (tiếng Anh: Caledonia Township) là một xã thuộc quận Shiawassee, tiểu bang Michigan, Hoa Kỳ. Năm 2010, dân số của xã này là 4.475 người.